# ミルストリート
ミルストリート（英語:Millstreet、アイルランド語:Sráid an Mhuilinn）は、アイルランド、コーク県の町であり、その人口はおよそ1500人である。町のカトリック教会の聖堂は聖パトリキウスに捧げられたものである。1985年10月以来、町はフランス、ブルターニュのPommerit-le-Vicomteと姉妹都市提携を結んでいる。
2006年4月、ミルストリートはヨーロッパ・ジャグリング大会の開催地となった。2千人を超えるジャグラーが40以上の国から集まり、1週間に及ぶイベントに参加した。スティーヴ・コリンズ（Steve Collins）は過去に2度、ミルストリートで世界ボクシング機構（WBO）スーパーミドル級タイトルマッチを闘っている。

## グリーン・グレンス・アリーナ
アイルランド最大の馬場のひとつであるグリーン・グレンス・アリーナ（Green Glens Arena）がミルストリートにある。その一部は大規模なショー・展示会場となっており、ユーロビジョン・ソング・コンテストの1993年大会が開催された。同大会ではアイルランドのニーヴ・カヴァナが優勝を果たした。2007年12月には、ジョン・ディアの展示会が開催され、同社は新型の農耕機器を披露した。ここでは農耕機器ショーも開催された。ジェームス・ブラントやウエストライフなどのアーティストもここでパフォーマンスを行っている。

## 交通
ミルストリートはアイルランド鉄道のMallow–Killarney–Tralee線の路線上に位置している。ミルストリート駅（Millstreet railway station）は1853年4月16日に開業し、1976年9月6日に貨物取り扱いは終了した。

## 人口
ミルストリートは、2006年の国勢調査ではアイルランドで最も高いポーランド人の人口比率（14%）であった。